# Shin Godzilla
Shin Godzilla (japanisch シン・ゴジラ Shin Gojira, deutsch in etwa: „der neue Godzilla“ / „der göttliche Godzilla“) ist ein Kaijū-Actionfilm der Regisseure Hideaki Anno und Shinji Higuchi aus dem Jahr 2016. Der Film stellt den 29. Teil der Original-Reihe von Toho und den 31. Teil inklusive der US-amerikanischen Interpretationen dar. Shin Godzilla ist der erfolgreichste japanische Film der Reihe. Es ist der erste japanische Godzilla-Film seit 2004.

## Handlung
In der Bucht von Tokio treibt ein führerloses Boot. Die Küstenwache geht an Bord und findet statt der Crew mehrere Dokumente eines Journalisten namens Goro Maki. Kurz darauf kommt es zu einer Eruption und das Wasser in der Bucht beginnt zu kochen. Die unter der Bucht liegende Tokio-wan-Aqua-Line wird von einer seltsamen und radioaktiv strahlenden roten Substanz überflutet. Daraufhin wird der Tunnel evakuiert. Passanten nehmen die Situation mit ihren Smartphones auf und auch die Presse überträgt das Phänomen im Fernsehen. Die Aufnahmen gelangen so auch in den Regierungssitz unter Ministerpräsident Seiji Okochi, welcher eine Krisensitzung einberuft. Die meisten Regierungsmitglieder halten das Phänomen für einen Vulkanausbruch, nur der junge, ambitionierte Kabinettssekretär Rando Yaguchi vermutet mehr dahinter, z. B. ein Riesenmonster. Die Theorie wird von den anderen aber als Unsinn abgetan.
Doch Yaguchi sollte recht behalten, als die Bilder den Schwanz eines Riesenmonsters zeigen. Die Anwohner geraten in Panik, doch Okochi versichert den Leuten, dass das Ungeheuer aufgrund seines Gewichtes nicht an Land kann. Als sich das Ungeheuer Richtung Küste bewegt, bestätigt sich zwar seine Aussage, dieses nutzt aber den Fluss Nomi im Ōta-Bezirk und verursacht dort große Schäden. Das Ungeheuer geht an Land und entwickelt sich dort zu einem Landtier weiter. Das Gebiet wird evakuiert und die Luftwaffe will einen Helikopterangriff starten. Weil sich aber noch Zivilisten im Angriffsgebiet befinden, bricht Okochi den Angriff ab. Das Ungeheuer flieht daraufhin zurück ins Meer, weil seine Körpertemperatur stetig steigt.
Bei der Betrachtung der Schäden wird klar, dass die Regierung unbedingt das Ungeheuer zur Strecke bringen muss. Yaguchi wird daraufhin mit der Leitung einer Task Force beauftragt, die das Ungeheuer studieren soll. Sie untersucht die Flüssigkeit und bemerkt die starke ionisierende Strahlung, die davon ausgeht. Daher vermutet die Task Force, dass das Ungeheuer durch eine Form der Kernspaltung angetrieben wird. Die Task Force erhält Unterstützung von der aus Japan stammenden Amerikanerin Kayoko Ann Patterson, die als Sondergesandte des Präsidenten der Vereinigten Staaten tätig ist. Diese hat Informationen über Forschungen von Goro Maki, der einst genetische Mutationen untersuchte, die durch ionisierende Strahlung entstanden sind und deswegen die Theorie aufstellte, dass dadurch eine neue Form von Kreaturen entstanden ist. Doch weder in Japan noch in den Vereinigten Staaten glaubte man ihm und so wurde er in den Fakultäten geächtet. Seine Forschungsergebnisse unterlagen dann der Geheimhaltung der Amerikaner. Vermutlich deswegen hinterließ er die Dokumente auf dem führerlosen Boot in der Bucht von Tokio.
Kurz darauf wird das Ungeheuer, welches nach Makis Notizen Godzilla genannt wird, wieder an der japanischen Küste nahe Kamakura gesichtet. Godzilla ist unglaublich schnell gewachsen und doppelt so groß wie bei seinem ersten Angriff. Er geht in Kamakura an Land und bewegt sich auf die Innenstadt Tokios zu. Die japanische Armee mobilisiert alle Einheiten, ist aber nicht in der Lage, den Vormarsch Godzillas zu stoppen. Weder der Einsatz von Panzern, Helikoptern oder speziellen Bomben haben irgendeine Wirkung auf Godzilla. Die US-Armee unterstützt sie und plant einen massiven Luftschlag auf den Kaiju, was eine komplette Evakuierung von Bevölkerung und Regierung zur Folge hat. Tarnkappenbomber Northrop B-2 werfen bunkerbrechende Bomben auf Godzilla, die ihn auch verwunden können. Doch Godzilla verwendet einen Hitzestrahl, der die Umgebung um ihn in ein Flammenmeer verwandelt. Er schafft es aber nicht, den Hitzestrahl auf die Bomben und die Bomber durch die Schnauze zu nutzen, weswegen er diese über seine Rückenplatten abfeuert und damit die Angreifer vernichtet. Mit einem weiteren Hitzestrahl zerstört er weitere Teile Tokios und trifft den Helikopter, worin sich auch Okochi befand, der bei der Explosion getötet wird. Daraufhin torkelt Godzilla und fällt in einen Ruhezustand, was ihn bewegungsunfähig macht.

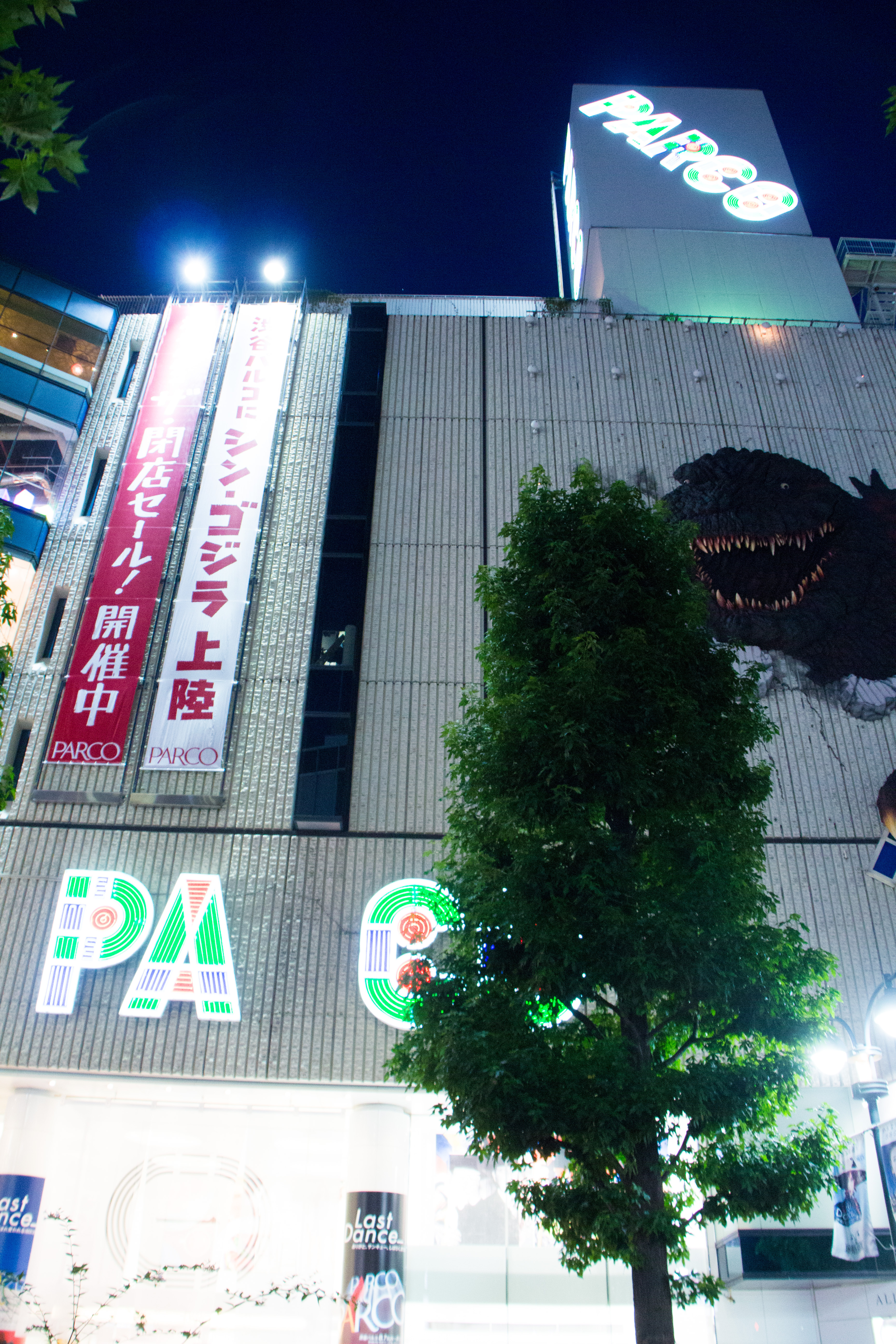
Werbung auf dem Shibuya Parco in Tokio.

Yaguchis Task Force stellt daraufhin fest, dass die Rückenplatten und rote Substanz als Kühlung für Godzilla dienen. Aufgrund dessen wird ein Plan ausgearbeitet, wonach man Godzilla mit einer Kühlflüssigkeit einfrieren und ihn somit stoppen könnte. Zusätzlich finden sie heraus, dass eine Godzilla über Zellen verfügt, die sich stets weiterentwickeln und sich asexuell fortpflanzen können. Angesichts der Gefahr, die für die Menschheit dadurch entsteht, genehmigen die Vereinten Nationen einen thermonuklearen Atomangriff auf Godzilla, sollte es den Japanern nicht gelingen, Godzilla innerhalb von zwei Wochen zu vernichten. Daraufhin werden alle Präfekturen im Umkreis von Tokio evakuiert. Patterson, die nicht möchte, dass das Land ihrer Vorfahren erneut Opfer eines Nuklearangriffes wird, entschließt sich dazu, Yaguchi und seiner Task Force mithilfe ihrer politischen Beziehungen genug Zeit zu verschaffen, um Godzillas Vernichtung zu planen. Derweil gelingt es selbiger, die Dokumente von Goro Maki zu entschlüsseln und hat damit den Schlüssel zu ihrem Plan, Godzilla einzufrieren. Die japanische Übergangsregierung, die Patterson bisher nicht vertraute, unterstützt den Plan der Task Force. Auch die Amerikaner entschließen sich zu helfen.
Nur wenige Stunden vor Ablauf des Atomultimatums setzt die Task Force ihren Plan um. Dieser sieht so aus, dass man Godzilla erst mal erschöpft, indem man ihn zwingt, den Hitzestrahl einzusetzen. Um dies zu erreichen, werden unbemannte und mit Sprengstoff versehene Züge in Godzilla gerammt, um ihn so aus dem Ruhezustand zu zwingen. Daraufhin sollen Drohnen der Amerikaner Bomben abwerfen, um den Hitzestrahl zu provozieren. Als Godzilla dann soweit erschöpft ist, werden Sprengsätze in den umliegenden Hochhäusern gezündet, die auf ihn fallen und er somit zu Boden gebracht wird. Auf dem Boden wird Godzilla die eiligst durch die Industrieunternehmen produzierte Kühlflüssigkeit oral zugeführt. Dies erfordert aber mehrere Anläufe, da Godzilla meist zu schnell wieder erwacht, aufsteht und die Krananlagen zerstört, die die Flüssigkeit zuführen. Nach drei Wellen friert Godzilla tatsächlich ein und verfällt in eine Kältestarre. Das Schicksal einer atomaren Zerstörung bleibt Tokio damit erspart.
Nach dem Sieg über Godzilla beginnt der Wiederaufbau Tokios. Die radioaktive Flüssigkeit, die er immer ausstieß, verfügt über eine sehr kurze Halbwertszeit, weswegen keine gesundheitliche Gefahr durch Gammastrahlung zu befürchten ist. Die neue Regierung Japans erklärt sich aber bereit, den verhinderten thermonuklearen Atomangriff hinzunehmen, sollte Godzilla wieder erwachen. Trotz allem sind Yaguchi und Patterson zufrieden, dass sie das Schlimmste verhindern konnten. Die letzte Einstellung des Films zeigt Godzillas Schwanz, aus dem schon humanoide, Godzilla-ähnliche Kreaturen wachsen.

## Kritiken
Jörg Buttgereit schrieb im ray Filmmagazin: "Das unkontrollierbare Monster steht überdeutlich als Sinnbild für die Tsunami- und Reaktorkatastrophe von Fukushima. Seelenlos und unaufhaltsam wie der Tsunami von 2011 ergießt das Kaiju seinen radioaktiv glühenden Körper auf das Festland bis nach Tokio. Gojira ist das Salz in der Wunde. Das manifestierte Schuldeingeständnis einer sonst so stolzen Nation. (...) Der Film ist eine für japanische Verhältnisse ungewöhnlich selbstkritische Zustandsbeschreibung der Hilflosigkeit gegenüber der immer noch bedrohlichen Lage in Fukushima. Trivial relevantes Befindlichkeitskino, wie es nur von der Monsterinsel Japan kommen kann."
Auf der Website Rotten Tomatoes gefiel der Film zu 74 Prozent dem Publikum. Die Kritiker bewerteten ihn zu 86 Prozent positiv.

## Veröffentlichung
Shin Godzilla wurde in Japan am 29. Juli 2016 im Kino veröffentlicht. Er startete auf dem ersten Platz der Kino-Charts und hat weltweit rund 78 Millionen US-Dollar eingespielt und gilt damit als bis dahin finanziell erfolgreichster Godzilla-Teil. Am 11. Oktober 2016 wurde der Film als Godzilla Resurgence im Rahmen eines limitierten Kinostarts in den USA veröffentlicht. In Deutschland lief ein limitierter Kino-Start am 4. Mai 2017.